# La quinta stagione (album)
La quinta stagione è il quinto album della cantautrice italiana Cristina Donà, il quarto in italiano, uscito nel settembre del 2007, per la EMI.

## Il disco
Scritto tra il febbraio 2006 e il febbraio 2007, La quinta stagione viene registrato allo studio Esagono di Rubiera nella primavera del 2007 con la produzione artistica di Peter Walsh, già al lavoro con Scott Walker, Simple Minds, The Church, Peter Gabriel.

L'idea fondante dell'album viene dalla medicina tradizionale cinese, secondo la quale la "quinta stagione" è il periodo intermedio tra le stagioni: un momento di passaggio durante il quale corpo e spirito si preparano al cambiamento. Ed è intorno al concetto di "preparazione", all'eventualità di dover affrontare un momento duro, che ruotano i brani di Cristina Donà.
I testi e le musiche de La quinta stagione sono di Cristina Donà tranne: I duellanti, il cui testo è stato scritto dalla Donà insieme al marito Davide Sapienza, Come le lacrime, musica scritta con Cristiano Calcagnile, Niente di particolare, musica scritta con Stefano Carrara e Laure, musica scritta dalla Donà con Peter Walsh.
A novembre 2007 l'album riceve il Premio della Critica promosso dalla rivista M&D, Musica & Dischi, come miglior disco pop rock italiano del 2007, al termine di un referendum tra cento critici specializzati.

## Tracce
1. Settembre – 2:24
2. Universo – 4:29
3. L'eclisse – 4:30
4. I duellanti – 3:30
5. Migrazioni – 4:12
6. Come le lacrime – 4:18
7. Niente di particolare (A parte il fatto che mi manchi) – 4:49
8. Laure (Il profumo) – 4:01
9. Non sempre rispondo – 2:44
10. Conosci – 3:13

## Formazione
- Cristina Donà – voce, cori (eccetto traccia 10), chitarra acustica (eccetto tracce 1 e 10)

Altri musicisti
- Lorenzo Corti – chitarra elettrica (eccetto tracce 9 e 10), mellotron (traccia 1), vibrafono (tracce 1 e 6), slide guitar (tracce 3 e 8), Fender Rhodes (traccia 8)
- Francesco Moneti – chitarra a 12 corde (traccia 2), chitarra elettrica (tracce 2, 7 e 8), mandolino (traccia 4), violino (traccia 5), bouzouki (traccia 8)
- Stefano Carrara – basso (eccetto traccia 10), vibrafono (traccia 1), pianoforte (tracce 2 e 7), rhodes (traccia 3), chitarra elettrica (tracce 3, 5 e 7), chitarra a 12 corde (traccia 4), slide guitar (traccia 5), celesta (traccia 6), reverse loop e tastiera (traccia 8), flauto dolce, fisarmonica, campane sintetizzate e fischio (traccia 9)
- Peter Walsh – programmazione (tracce 1 e 6), organo Hammond (tracce 3 e 5), glockenspiel e trattamenti sonori (traccia 4), arpa sintetizzata (traccia 6), trattamenti vocali (traccia 8), fischio e vox organ (traccia 9)
- Piero Monterisi – batteria e percussioni (tracce 2-5, 7-9)
- Filippo Chieli, Federica Percalli, Elitza Demirova e Antonio Braidi – quartetto d'archi (tracce 2, 5 e 7)
- Cristiano Calcagnile – batteria e percussioni (traccia 6)
- Federico Saccani – chitarra elettrica (traccia 7)
- Davide "brasca" Covelli – borlock (traccia 9)
- Philip Sheppard – violoncello elettrificato (traccia 10)